# 9-я гвардейская армия
9-я гвардейская армия (9 гв. А) — оперативное объединение (гвардейская армия) Рабоче-крестьянской Красной армии во время Великой Отечественной войны. Сформирована из соединений, которым за героизм, мужество и высокое боевое мастерство личного состава было присвоено почётное звание гвардейских, и с момента своего формирования носила гвардейское звание.

## История
9-я гвардейская армия была сформирована 5 января 1945 года на основании директивы Ставки ВГК от 18 декабря 1944 года на базе управления 7-й армии и соединений Отдельной гвардейской воздушно-десантной армии с непосредственным подчинением Ставке ВГК.
В феврале 1945 года Армия в составе управления, 37, 38, 39-го гвардейских стрелковых корпусов была сосредоточена в Венгрии юго-восточнее Будапешта.
27 февраля формирование вошло в состав 2-го Украинского фронта, 9 марта было переподчинено 3-му Украинскому фронту.
В марте — апреле 1945 года объединение участвовало в Венской стратегической операции (16 марта — 15 апреля), наступая на направлении главного удара фронта. Войска армии во взаимодействии с соединениями 4-й гвардейской армии прорвали оборону противника севернее г. Секешфехервар, вышли во фланг и тыл главным силам немецкой 6-й танковой армии СС, вклинившимся в оборону фронта между озёрами Веленце и Балатон. В начале апреля 9-я гвардейская армия нанесла удар в северо-западном направлении в обход Вены и во взаимодействии с 6-й гвардейской танковой армией сломила сопротивление противника, выдвинулась к Дунаю и отрезала ему пути отступления на запад. Войска армии во взаимодействии с соединениями других армий овладели Веной (13 апреля).
С 15 апреля 1945 года армия, действуя на правом фланге 3-го Украинского фронта, вынесла на себе основную тяжесть сражения в ходе Грацко-Амштеттенской наступательной операции.
5 мая 1945 года армия вновь была возвращена в состав 2-го Украинского фронта, где принимала участие в Пражской операции (6 — 11 мая), в которой во взаимодействии с 7-й гвардейской армией овладела городом Зноймо (8 мая) и успешно развила наступление на города Рец и Писек. Свой боевой путь 9 Гв. А завершила выходом на Эльбу на территории Чехословакии.
После капитуляции Германии армия была передислоцирована в Венгрию (штаб — Будапешт). 10 июня 1945 года, в соответствии с директивой Ставки Верховного Главнокомандования от 29 мая 1945 года, была создана Центральная группа войск в состав которой вошла 9 Гв. А.
В начале 1946 года армия выведена в Московский военный округ, где в июне 1946 года на базе её управления было сформировано в Управление ВДВ, а все её соединения стали гвардейскими воздушно-десантными — 37-й, 38-й, 39-й корпуса и 98-я, 99-я, 100-я, 103-я, 104-я, 105-я, 106-я, 107-я, 114-я дивизии. По выполнению этих мероприятий армия была расформирована.

## Состав армии на 1 мая 1945 года
Стрелковые войска:
- 37-й гвардейский стрелковый корпус
  - 98-я гвардейская стрелковая дивизия
  - 99-я гвардейская стрелковая дивизия
  - 103-я гвардейская стрелковая дивизия
- 38-й гвардейский стрелковый корпус
  - 104-я гвардейская стрелковая дивизия
  - 105-я гвардейская стрелковая дивизия
  - 106-я гвардейская стрелковая дивизия
- 39-й гвардейский стрелковый корпус
  - 100-я гвардейская стрелковая дивизия
  - 107-я гвардейская стрелковая дивизия
  - 114-я гвардейская стрелковая дивизия

Артиллерийские части:
- 35-я гвардейская пушечная артиллерийская бригада
- 61-я гвардейская корпуская артиллерийская бригада
- 62-я гвардейская корпусная артиллерийская бригада
- 63-я гвардейская корпусная артиллерийская бригада
- 2-я гвардейская истребительно-противотанковая артиллерийская бригада
- 319-й гвардейский минометный полк
- 321-й гвардейский минометный полк
- 322-й гвардейский минометный полк
- 5-я гвардейская зенитная артиллерийская дивизия:
  - 103-й гвардейский зенитный артиллерийский полк
  - 109-й гвардейский зенитный артиллерийский полк
  - 112-й гвардейский зенитный артиллерийский полк
  - 161-й гвардейский зенитный артиллерийский полк
- 44-й отдельный зенитный артиллерийский дивизион
- 48-й отдельный зенитный артиллерийский дивизион
- 49-й отдельный зенитный артиллерийский дивизион

Бронетанковые и механизированные части:
- 1513-й самоходный артиллерийский полк
- 1523-й самоходный артиллерийский полк
- 1524-й самоходный артиллерийский полк

Инженерные части:
- 15-я инженерно-сапёрная бригада

Огнемётные части:
- 7-й отдельный огнеметный батальон

Части связи:
- 29-й отдельный ордена Александра Невского[6] полк связи

## Руководство

### Командующие
- Глаголев, Василий Васильевич — генерал-полковник, (18.12.1944 — 10.06.1946)[7].

### Члены Военного совета
- Громов, Григорий Петрович — генерал-лейтенант, (29.12.1944 — 11.05.1945);
- Усенко, Алексей Степанович — генерал-майор, (29.12.1944 — 11.05.1945)[8].

### Начальники штаба
- Панфилович, Михаил Игнатьевич — генерал-майор, (18.12.1944 — 07.01.1945);
- Рождественский, Серафим Евгеньевич — генерал-майор, (07.01.1945 — 07.06.1946)[7].

### Командующие Артиллерией
- Брежнев, Владимир Иосифович — генерал-майор (январь 1945 г. — до конца войны).